# Bieliszki (okręg wileński)
Bieliszki (lit. Bieliškės) – wieś na Litwie, w okręgu wileńskim, w rejonie wileńskim, w gminie Sużany, nad jeziorem Oświe. Częściowo położone są na terenie Oświeskiego Parku Regionalnego.

## Historia
Pod zaborami zaścianek; w II Rzeczypospolitej wieś. W XIX i w początkach XX w. położone były w Rosji, w guberni wileńskiej, w powiecie wileńskim, w gminie Niemenczyn. Po I wojnie światowej pod administracją polską, w Zarządzie Cywilnym Ziem Wschodnich. W latach 1920–1922 w składzie Litwy Środkowej.
Od 11 kwietnia 1922 leżały w Polsce, w województwie wileńskim, w powiecie wileńsko-trockim, w gminie Niemenczyn. W 1931 miejscowość liczyła 21 mieszkańców, zamieszkałych w 4 budynkach.
Po II wojnie światowej w granicach Związku Sowieckiego. Od 1991 na niepodległej Litwie.
W 2023 Państwowa Inspekcja Językowa zażądała usunięcia dwujęzycznego znaku z polską i litewską nazwą wsi, ustawionego na prywatnej działce. Mer rejonu wileńskiego Robert Duchniewicz odwołał się od tej decyzji, argumentując, że Bieliszki zamieszkane są w większości przez Polaków oraz powołując się na konwencję ramową o ochronie mniejszości narodowych (nieratyfikowaną przez Litwę). Litewska Komisja Sporów Administracyjnych unieważniła nakaz, co w 2025 potrzymał Regionalny Sąd Administracyjny, do którego apelowała Państwowa Inspekcja Językowa.